# Monesma de Benavarri
Monesma de Benavarri és un antic municipi de la Ribagorça, annexat el 1970 al de Queixigar (llevat de l'antic terme de Sant Esteve del Mall d'aquest darrer municipi, annexat al de la Pobla de Roda), que formen l'anomenat Monesma i Queixigar.
L'antic terme s'estén a la divisòria d'aigües de la Noguera Ribagorçana i del riu de Queixigar, i és accidentat principalment per les serres de Giró (1.105 m alt) i de Palleroa (1.129 m alt) —amb el santuari de Palleroa—, a l'extrem nord-occidental de la qual s'alça, a 1.229 m alt, el tossal de Monesma, on s'aixequen les ruïnes del castell de Monesma, que domina el poble de l'Abadia, antic cap del municipi.
L'antic terme comprenia, a més, les caseries de Noguero, Puiol i la Torre, i diversos despoblats: el de Sant Antoni, Colatxoa, Giró i Soliveta. L'economia tradicional ha estat basada en una magra agricultura (cereals, oliveres i algunes hortes) i ramaderia (especialment bestiar oví).